# 多段式空母

新造公試における三段甲板の「赤城」
中段甲板艦橋前の20cm連装砲はまだ搭載されていない
（1927年(昭和2年)の撮影）

多段式空母（ただんしきくうぼ）とは、第二次世界大戦以前に存在した航空母艦の形式で、飛行甲板がひな壇式に二段もしくは三段となった形式である。
航空機が高速化し離着陸距離が増大した第二次世界大戦以降は見られない。日本では改装前の「赤城」と「加賀」が有名である。

## 概要

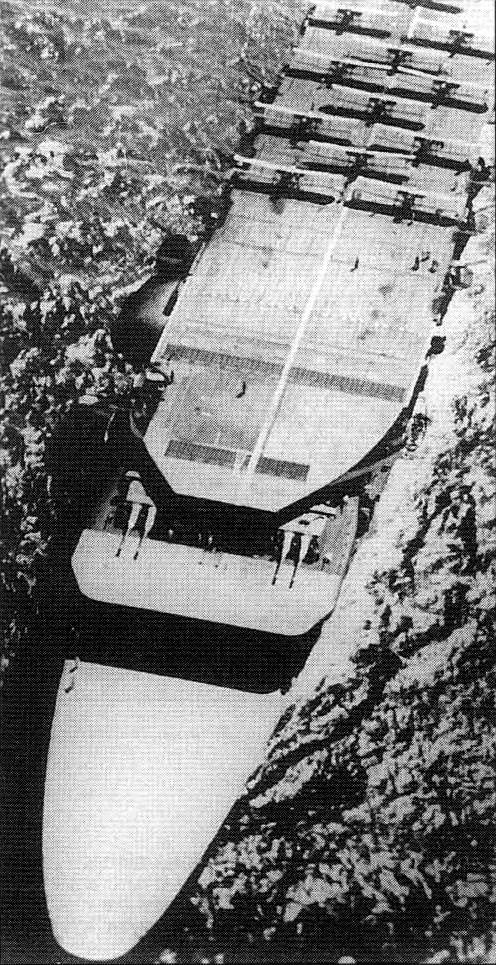
上空から見た「赤城」の多段式飛行甲板
（1929年（昭和4年）の撮影

空母の黎明期においては、各国海軍が空母そのものをどのように運用するか、どのような戦闘が行われるかを把握しきれておらず、艦容もその当時の用兵の考えかたを見ることができる。
世界初の計画時からの空母として完成した日本の「鳳翔」や、世界初の空母として着工したイギリスの「ハーミーズ」は飛行甲板が一段の全通式空母だったが、その後、多段式空母が生まれている。
空母の黎明期における先進国の一つであったイギリスでは、最初期の空母「フューリアス」（大型軽巡洋艦から改装）、「アーガス」（建造中の旅客船「コンテ・ロッソ」を改造、1918年9月に完成）、「イーグル」（建造中の戦艦「アルミランテ・コクレン」を改造、1920年に完成）の運用実験を重ねていた。

「アーガス」と「イーグル」の運用結果から、1921年、「フューリアス」は大改装をうけることとなった。このときの改装で、「フューリアス」は艦首部分に飛行甲板を設置、緩い傾斜を付けて発進用とし、この後ろに続く、一段高められた上段の飛行甲板は着艦用とした。これは二段式空母であった。「フューリアス」の姉妹艦といえる「グローリアス」、「カレイジャス」の2艦も、軽巡洋艦から空母に改装する際に「フューリアス」と同様の二段式空母に改装された。
日本もまた空母の先進国であり、「鳳翔」は新規に計画建造された空母としては史上最初（1922年12月）に完成した艦であった（着工は「ハーミーズ」が先行）。ただし未知の兵種を育てるにあたっては手探りの状況が続き、建艦、用法にも試行錯誤が行われた。
「赤城」と「加賀」は当初、それぞれ巡洋戦艦および戦艦として建造される予定であったが、ワシントン海軍軍縮条約の締結により空母への改装が決定された（「加賀」の改装に至る時系列詳細は「加賀」を参照）。このときの「赤城」の設計では、飛行甲板が三段になっていた。上段は着艦用、中段は偵察機、艦上戦闘機などの小型機の発進専用、下段は艦上攻撃機、艦上爆撃機など大型機の発進専用とされた。艦橋は上段の飛行甲板の前端下部にゴンドラのように取り付けられていた。さらに中段飛行甲板には、20cm主砲を連装で装備する砲塔が、並列に2基据えられた。加賀もまた赤城と同様の構造をもっていた。
「赤城」の20cm主砲は万が一、敵巡洋艦と遭遇した際にこれを追い払うためのものであった。当時はまだ航空機の航続力が短く、空母は敵艦隊に接近しなければならず十分な避退距離を取れなかったため、水上艦艇との砲戦もあり得る、と考えられたためである。アメリカ海軍の空母「レキシントン」、「サラトガ」もまた同様の建艦思想により、飛行甲板上にある艦橋の前後に背負い式に砲塔を備えている。

## 利点
全通式の空母は発艦と着艦を同じ甲板で行うため発艦と着艦が同時にできなかった。しかし多段式ならば、発艦と着艦を違う飛行甲板に受け持たせ、作業を同時に行うことができる。これによって連続攻撃が行える、と戦術的には考えられていた。またエレベーターを使わずに飛行甲板へそのまま引き出して使うこともできた。これは作業が容易で時間もかからない。三段式ならば二段目に砲を置くことができた。
1920年代の艦上機はすべて複葉機であり、発艦速度・着艦速度が非常に遅く、必要とする滑走距離も短かったことも多段式空母を生む素地であった。

## 欠点
実際には下段、中段の飛行甲板は役にたたず、発進にはほとんど用いられなかった。「赤城」の下段飛行甲板は長さ56.7m、中段はわずか15mであった。この滑走台レベルの長さでは、改装当初に用いられていた軽量小型の複葉機ならばともかく、1935年以降に主力となった全金属製で大型化した単葉機では、とても離着艦に足るものではなかった。
「赤城」の中段甲板は砲兵装の設置場所、または飛行機の整備に用いられる程度の使い方しかなされなかった。「フューリアス」の下段甲板も戦時中には対空兵装を装備し、発着は上段飛行甲板のみで行われていた。
さらに飛行甲板を上下に分散することで格納庫の容量が少なくなり、また上段の甲板の長さも短くなった。当時の航空機の大型化と重量増から着陸速度や滑走距離も長くなっており、これも運用上好ましくない傾向であった。
また、航空機の進歩とそれに伴う航続距離の延長・作戦行動半径の拡大により敵水上艦隊との交戦の危険性は減少し、敵航空攻撃に対する対空火器増設の必要性が高まったことで、20cm主砲も無用の長物となった。

## 衰退
多段式空母は利点とともに欠点もあり、航空機の性能向上に伴う滑走距離の増大により欠点が非常に大きな問題となってきた。これらから日本海軍では多段式空母を順次一段の全通飛行甲板の形式へと改めていった。「加賀」は1934年に大改装に着手したが、その際の軍令部の要求には、搭載機数の増加、飛行甲板を最大限に延長すること、が含まれていた。1935年12月に完成したこの改装により飛行甲板長は171.2mから248mへ伸ばされ、搭載機数は60機から補用含め90機に増加した。「赤城」も1935年から1938年にかけて同様の大改装を行い、一段の全通飛行甲板となった。これらの改装の結果、太平洋戦争開戦時には、日本に多段式甲板の空母は既に存在していなかった。
イギリス海軍では「フューリアス」、「カレイジャス」、「グローリアス」が二段式飛行甲板のまま第二次世界大戦に投入されたが、前述のように下段には対空兵装が装備され、飛行甲板としては全く用いられることがなかった。
歴史上実在した多段式空母は、上記の5隻のみである。
現在では発着艦を同時にこなす方法として、アングルド・デッキを用い、多段式の飛行甲板は使用されていない。

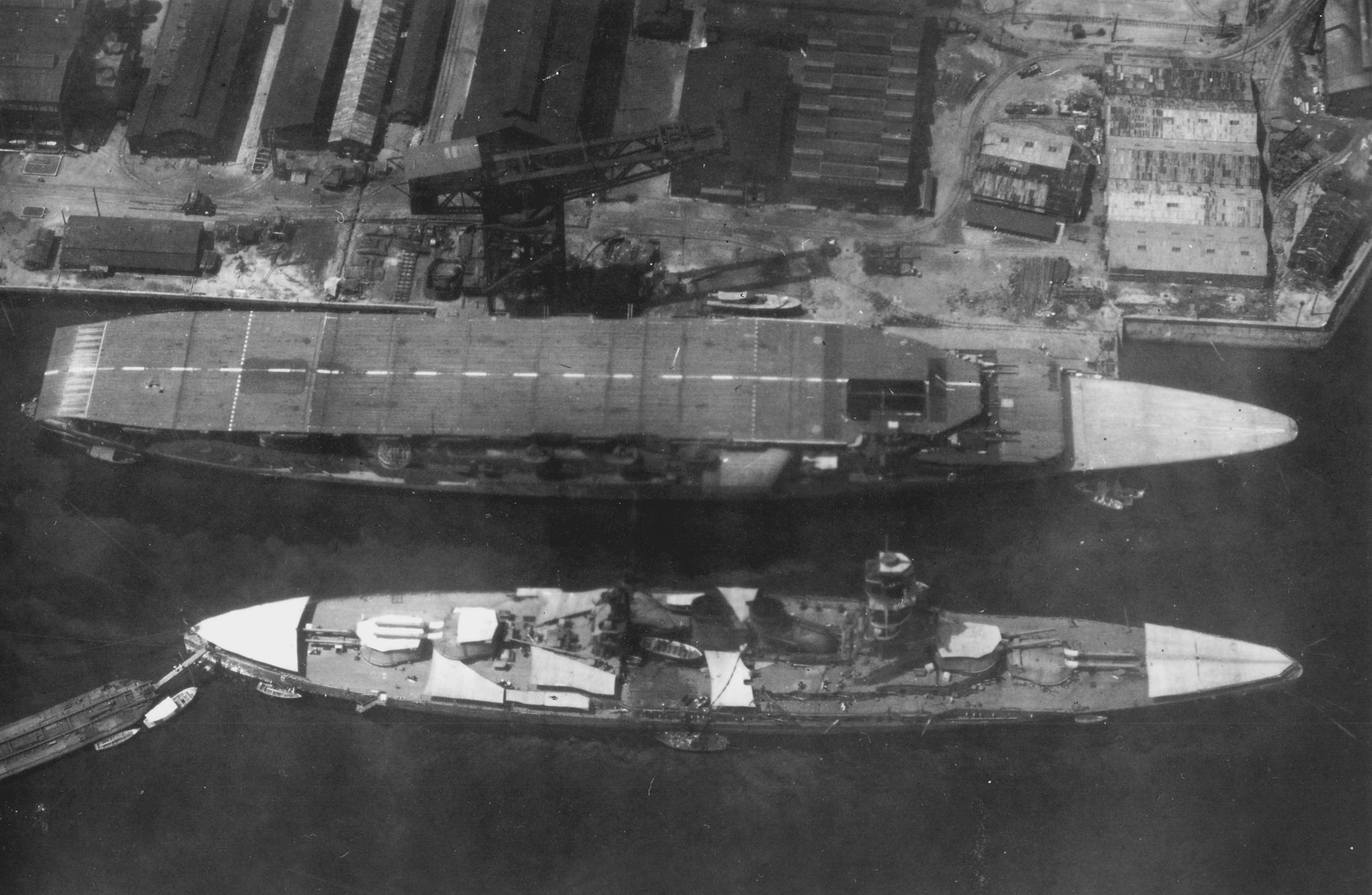
上空より撮影した三段甲板時代の空母「赤城」 下方は戦艦「長門」 1930年(昭和5年)の撮影
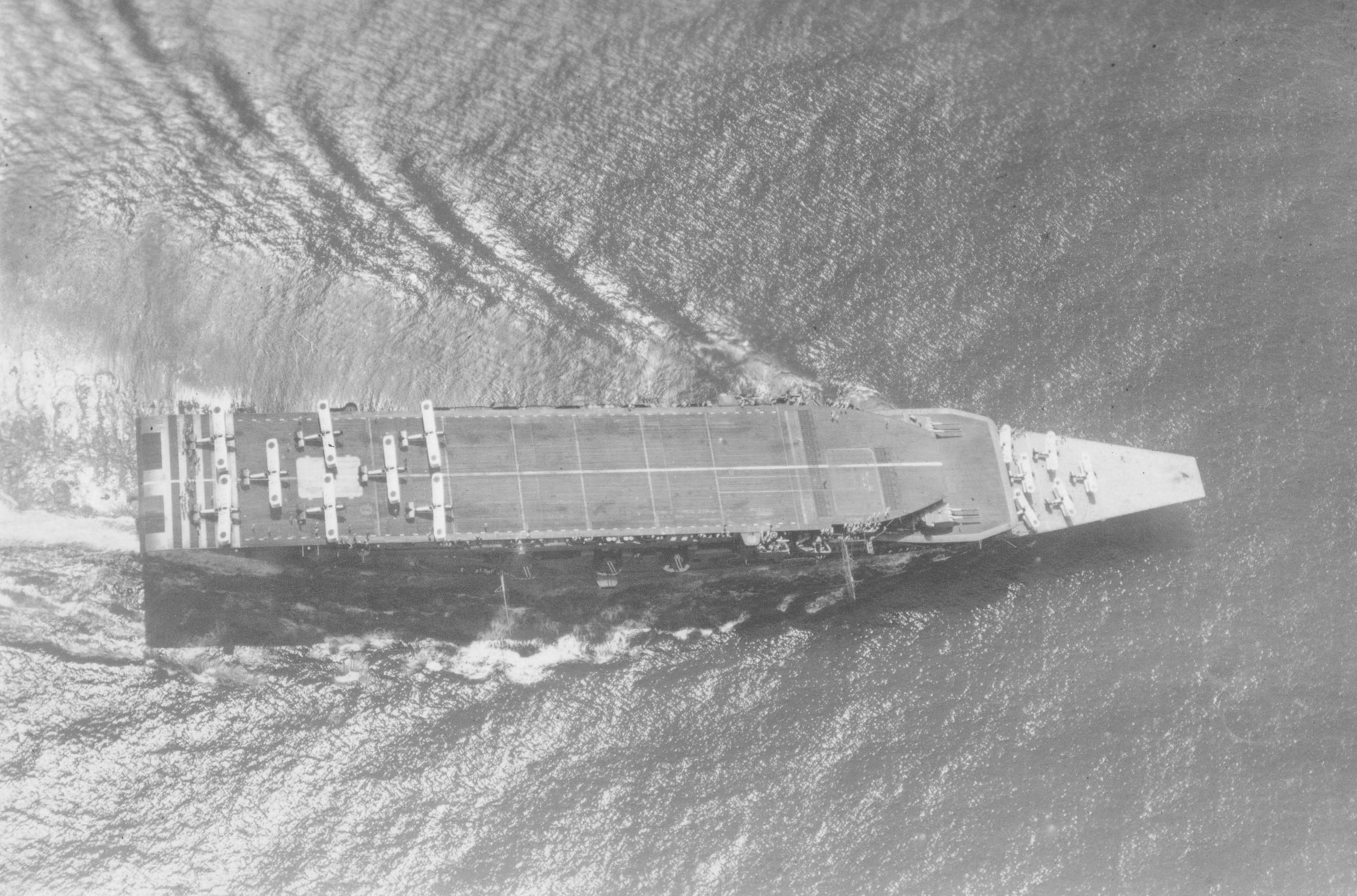
上空より撮影された三段甲板時代の空母「加賀」 1930年(昭和5年)の撮影
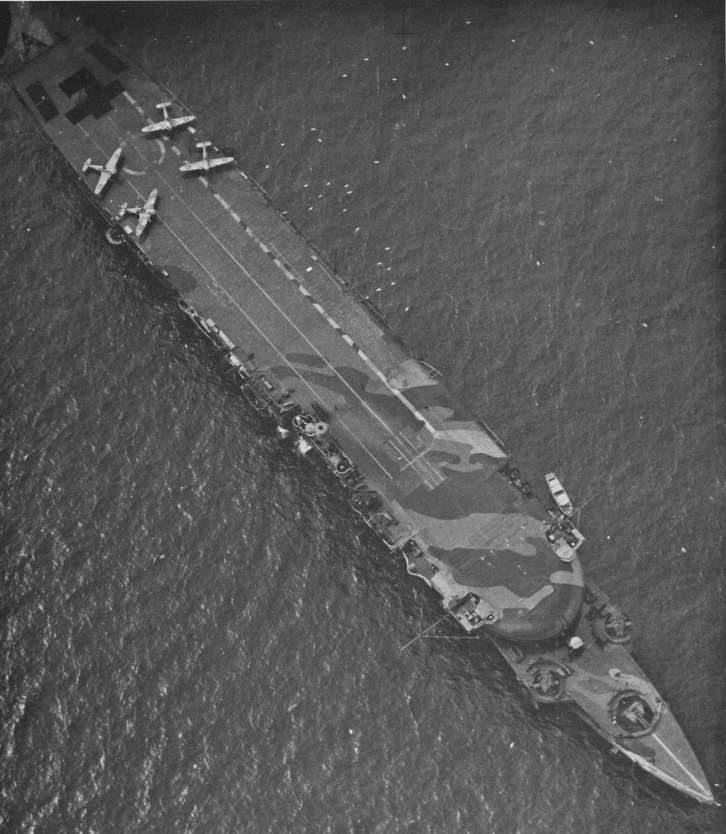
英空母　HMSフューリアス 下段甲板に対空砲を増設した後の姿 1941年の撮影
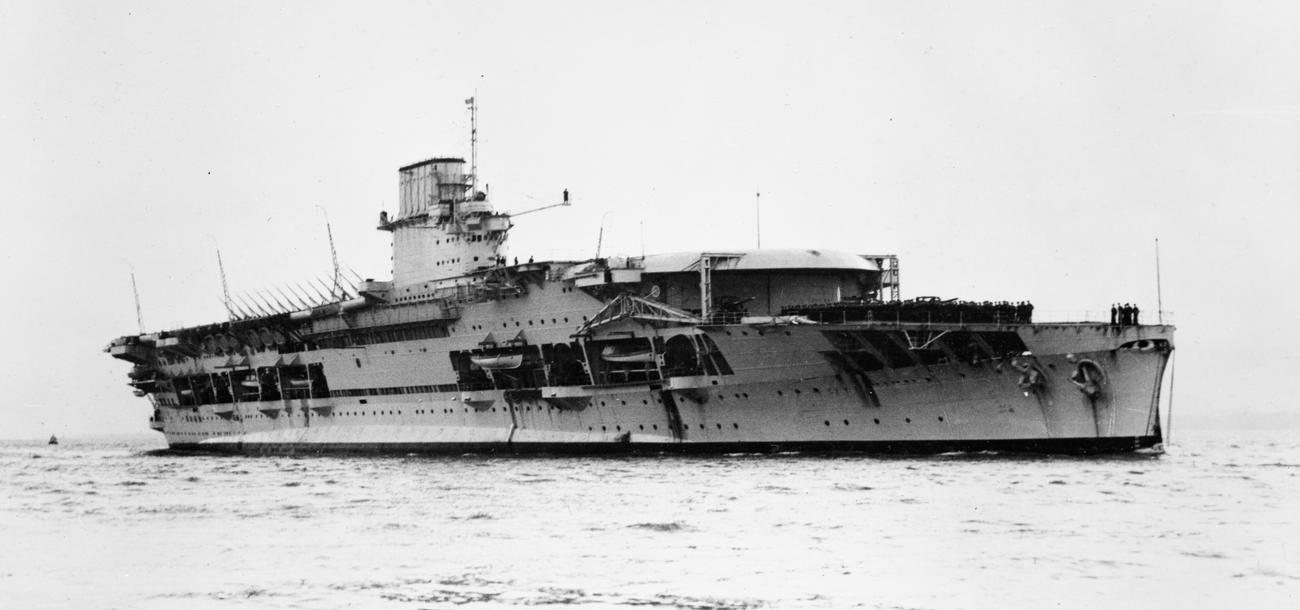
英空母　HMSカレイジャス 1935年の撮影
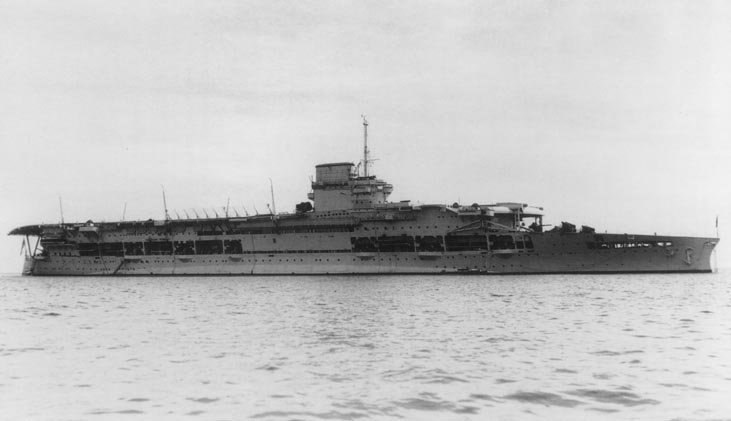
英空母　HMSグローリアス 1916年の撮影